# Ябуковик
Ябуковик (серб. Јабуковик) — населённый пункт в общине Црна-Трава Ябланичского округа Республики Сербии.

## Население
Согласно переписи населения 2002 года, в селе проживало 97 человек (все сербы).
| Численность населения | Численность населения | Численность населения | Численность населения | Численность населения | Численность населения | Численность населения | Численность населения |
| 1948                  | 1953                  | 1961                  | 1971                  | 1981                  | 1991                  | 2002                  | 2011                  |
| --------------------- | --------------------- | --------------------- | --------------------- | --------------------- | --------------------- | --------------------- | --------------------- |
| 631                   | 585                   | 591                   | 485                   | 347                   | 177                   | 97                    | 46                    |